# Arthroleptides martiensseni
Arthroleptides martiensseni és una espècie de granota de la família dels petropedètids.

## Reproducció
Pon els ous a les roques sobre les que goteja aigua, a prop de rierols i cascades. Les larves romanen adherides a les roques on es desenvolupen.

## Hàbitat
Viu als rierols de fons rocallós dels boscos de muntanya. Quan no és la temporada de cria, els adults es poden trobar sobre el terra del bosc, en caus o en les escletxes de les roques.

## Distribució geogràfica
És endèmica de Tanzània.

## Estat de conservació
Està amenaçada per la degradació dels boscos, la sedimentació de les rieres, l'extracció il·legal d'or i la quitridiomicosi.